# Besetzung von Piräus während des Krimkrieges

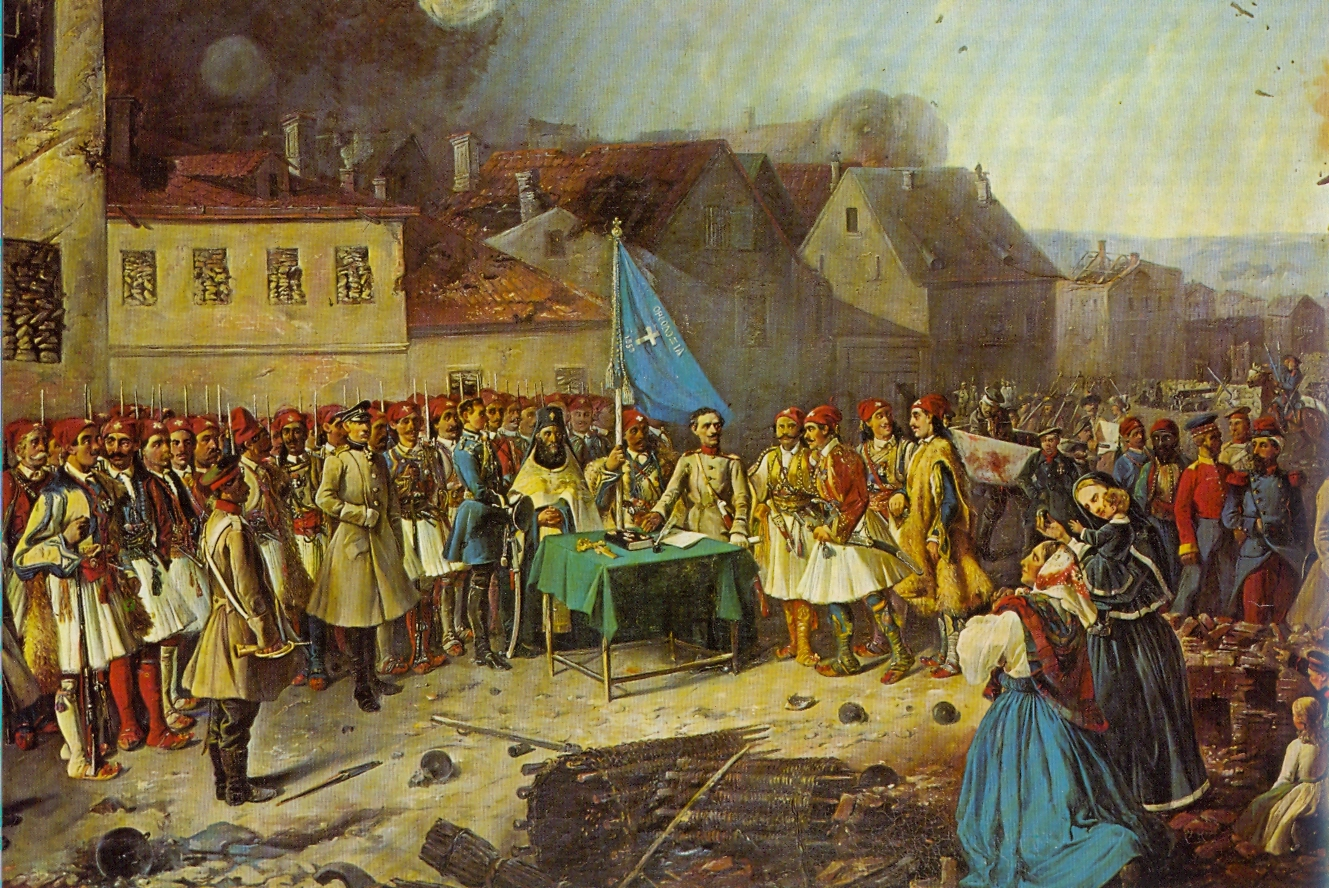
Griechische Freiwillige unter Panos Koronaios in Sewastopol während des Krimkrieges. Benaki-Museum, Athen.

Die Besetzung von Piräus während des Krimkrieges bezeichnet ein Vorgehen französischer und britischer Streitkräfte, um zu verhindern, dass das Königreich Griechenland in einen Krieg gegen das osmanische Reich ins Feld zog. Das Osmanische Reich war zu dieser Zeit mit diesen beiden Mächten verbündet und stand bereits im Konflikt mit dem gemeinsamen Feind, dem russischen Kaiserreich. Die 1854 begonnene militärische Besetzung dauerte bis 1857 und zwang den deutschstämmigen König Otto I. von Griechenland, eine pro-westliche Regierung mit Alexandros Mavrokordatos an der Spitze zu ernennen.
Da das griechische Königreich mit dieser Aktion seiner Handlungsfreiheit beraubt war, erklärte es während des gesamten Krimkrieges seine Neutralität. Es gelang jedoch etwa tausend griechischen Freiwilligen, sich an die Seite der Russen zu stellen, und 1854 kam es in den griechischsprachigen Regionen des Osmanischen Reiches (Epirus, Thessalien und Mazedonien) zu mehreren Aufständen.

## Kontext
Das Jahr 1853 markierte den vierhundertsten Jahrestag der Eroberung Konstantinopels durch die Türken und viele Griechen sahen darin ein Zeichen für den bevorstehenden und griechischerseits gewünschten Untergang des Osmanischen Reiches. Allerdings wurden in diesem Jahr die Balkanregion und die Region um das Schwarze Meer durch den Krimkrieg erschüttert, in dem das Osmanische Reich zunächst allein und später auch Großbritannien, Frankreich und das Königreich Sardinien gegen das russische Kaiserreich kämpften.
Bestrebt, die Schwächung der Türkei auszunutzen, um sich aus ihrer Herrschaft zu befreien, erhoben sich viele osmanische Griechen, und ab 1854 kam es in Epirus, Thessalien und Mazedonien zu Aufständen. Im hellenischen Königreich zogen Tausende von Freiwilligen aus, um sich den Aufständischen anzuschließen und das Königspaar zögerte nicht, ihnen trotz der Warnungen französischer und britischer Diplomaten ihre Schirmherrschaft anzubieten. Obwohl Sankt Petersburg die Militärhilfe Athens offiziell ablehnte, aus Angst, dass die Griechen hierfür die Rückgabe von Konstantinopel einfordern würden, kämpfte eine Legion griechischer Freiwilliger unter dem Kommando von Panos Koronaios auch an der Seite der Armeen von Zar Nikolaus I. während der Belagerung von Sewastopol.

## Die Besetzung von Piräus

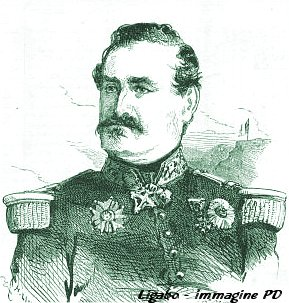
General Forey, Kommandeur der französischen Streitkräfte zur Zeit der Besetzung von Piräus.

Mit Unterstützung der griechischen Öffentlichkeit hatte König Otto I. von Griechenland schon im April 1854 militärisch gegen das Osmanische Reich interveniert. Griechische Truppen waren in Thessalien und Epirus einmarschiert, wurden jedoch von der türkischen Armee schnell zurückgedrängt, obwohl diese durch die Kämpfe gegen Russland geschwächt waren. Als Reaktion auf diese militärische Intervention beschlossen Frankreich und Großbritannien, Piräus zu besetzen, um Griechenland zur Neutralität zu zwingen. Am 25. Mai landeten Teile der französischen sogenannten L’armée d’Orient unter dem Kommando von General Forey in Attika. Am 7. Juni schloss sich ihm das 97. britische Infanterieregiment an. Unter diesem ausländischen Druck musste Otto eine neue Regierung unter der Führung von Aléxandros Mavrokordátos und Dimitrios Kallergis ernennen, doch die Beziehungen zwischen der Krone und dem Kabinett erwiesen sich als schwierig.
Die französisch-britische Besatzung dauerte bis 1857 und hinderte Griechenland daran, weitere Maßnahmen gegen das Osmanische Reich zu ergreifen. Athen wurde in der Folge auch von den Konferenzen, die 1856 zum Frieden von Paris führten, ausgeschlossen und erhielt keine territorialen Zugeständnisse. Vor allem nutzten die Großmächte ihren Sieg, um die Rückzahlung griechischer Schulden zu fordern und dem Land die Aufsicht einer Finanzkommission aufzuerlegen.